# Budapest Cirkuszművészeti és Kortárstánc Főiskola
A Budapest Cirkuszművészeti és Kortárstánc Főiskola (korábban Budapest Kortárstánc Főiskola) hivatalosan 2004. június 14-én jött létre. Alapítója és fenntartója az Új Előadóművészeti Alapítvány.
- 1979 Új Tánc Klub;
- 1983 Kreatív Mozgás Stúdió;
- 1990 Budapest Tánciskola;
- 1990 Új Előadóművészeti Alapítvány;
- 1998 Budapest Alapfokú Művészeti Iskola, Budapest Táncművészeti Szakközépiskola;
- 2004 Budapest Kortárstánc Főiskola;

## Képzések

### Alapképzések
- cirkuszművészet
- táncművész (kortárstánc)
- táncos és próbavezető

### Mesterképzések
- cirkuszművészet
- tanári (4 félév tánctanár)